# Emilio Correa
Emilio Correa (n. 12 octombrie 1985, La Habana, Havana Province⁠(d), Cuba) este un boxer ce a reprezentat Cuba, medaliat olimpic. A participat la o ediție a Jocurilor Olimpice (2008) în care a câștigat o medalie de argint.